# Live at Karlsson
Live at Karlsson (o también llamado Wonderland Tour Live at Karlsson Stockholm y Live in Wonderland (solo con ese título para la televisión sueca)) es la primera grabación del dúo británico Erasure, realizada como representación a su álbum Wonderland con el nombre Wonderland Tour.
El concierto solo fue programado para la televisión sueca y no fue publicada en VHS. Este concierto presenta la actuación que la banda hizo el 8 de agosto de 1986 en el teatro The Karlsson, Estocolmo, Suecia.

## Lista de canciones
1. Pistol
2. Senseless
3. Heavenly Action
4. Reunion
5. Sometimes
6. Who Needs Love (Like That) -Escrita por Vince Clarke
7. Cry So Easy -Escrita por Andy Bell
8. My Heart... So Blue -Escrita por Vince Clarke
9. March on Down the Line
10. Say What
11. Sexuality
12. Oh L'Amour
13. Push Me Shove Me -Escrita por Vince Clarke
14. Gimme! Gimme! Gimme! -Escrita por (Andersson/Ulvaeus)

## Créditos
- Todos los temas escritos por (Clarke/Bell) excepto los indicados
- Coros: Derek Ian Smith y Steve Myers
- Facilidades Técnicas: Sonet Studios AB, Estocolmo, Suecia
- Director Técnico: Bo Nybergh
- Cámaras: Gunnar Dackeus, Erik L:son Jonsson, Roger Samuelsson y Mike Tiverios
- Sonido: Anders Sörman y Bengt Alsterlund
- Visión Mezcladora: Hans Crispin
- Editor de Video: Michael Eklind
- Productor Ejecutivo: Lars-Olof Helén
- Director: Leif Göthlund

## Datos Adicionales
- Hay una diferencia cuando inicia el concierto, es que en la versión de la televisión sale como título: Erasure y luego dice Live in Wonderland y tiene menos canciones que en la versión original dice Erasure Live at Karlsson y Andy Bell dice Welcome to Karlsson (que significa Bienvenidos a Karlsson en español). Ya que en la edición televisiva sale el público dando aplausos.
- En 2011 el concierto es publicado en formato DVD en la edición especial de su primer álbum Wonderland.

- Datos: Q21006689